# Symbolophorus boops
Symbolophorus boops är en fiskart som först beskrevs av Richardson, 1845.  Symbolophorus boops ingår i släktet Symbolophorus och familjen prickfiskar. Inga underarter finns listade i Catalogue of Life.